# Francisco Palomares García

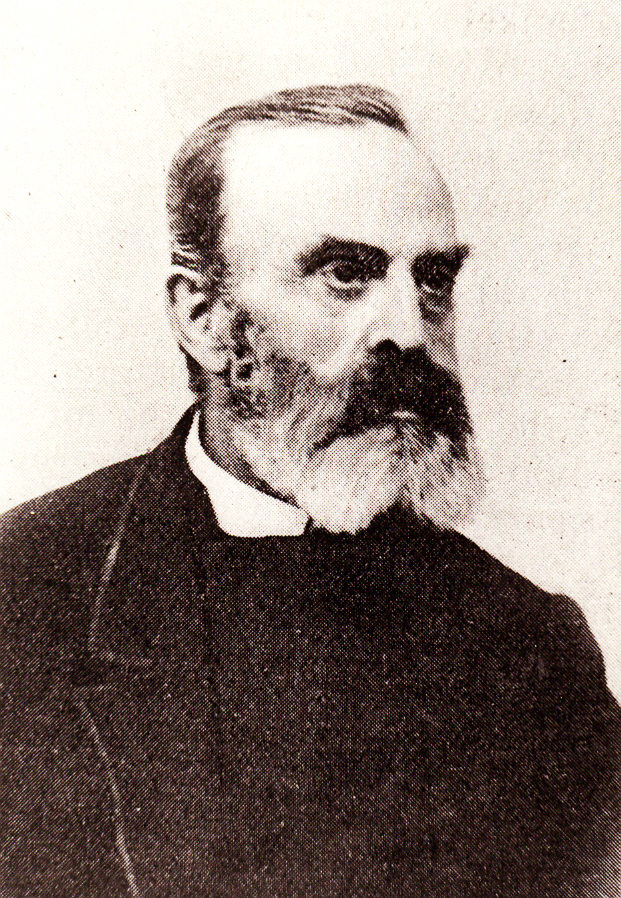
Francisco Palomares García

Francisco Palomares García (Requena, Comunidad Valenciana, 1838 – Sevilla, 1915) fue un ministro protestante y doctor en medicina. Fue uno de los grandes pilares del protestantismo en España y un referente en la Europa protestante. Uno de los fundadores de la Iglesia española reformada episcopal. Fundador de la Iglesia de San Basilio de Sevilla.